# Andreas Florens Rivinus

Andreas Florens Rivinus, porträtiert von Elias Gottlob Haußmann

Andreas Florens Rivinus (* 10. August 1701 in Leipzig; † 12. September 1761 in Wittenberg) war ein deutscher Rechtswissenschaftler.

## Leben
Der Sohn des Quintus Septimius Florens Rivinus und dessen Frau Johanna Sophia, die Tochter von Abraham Birnbaum, wurde anfänglich von Hauslehrern unterrichtet. Er besuchte das kurfürstliche Landesgymnasium Schulpforta und immatrikulierte sich 1718 an der Universität Leipzig. Hier erwarb er am 20. Februar 1721 den höchsten philosophischen Grad eines Magisters und wird 1724 Hofmeister beim Grafen Gustav Ferdinand von Solms († 4. Dezember 1725) in Sonnewalde. Nach dem Tod seines Dienstherrn unternahm er eine Bildungsreise, die ihn auf die holländischen Universitäten führte.
An der Universität Utrecht promovierte er am 22. November 1726 zum Doktor der Rechtswissenschaften, kehrte nach Leipzig zurück und hielt dort ab 1727 juristische Vorlesungen. 1731 wurde er Advokat am Oberhofgericht, 1737 dort Armenadvokat und nahm 1739 eine Berufung als Professor der Instituten an die Universität Wittenberg an. Damit war ein Beisitz des Hofgerichts und des Schöppenstuhls in Wittenberg verbunden.
Nachdem er 1742 Hofrat geworden war, stieg er 1745 in die Professur der Digesti Infortiati et Novi auf, wurde 1748 Assessor am Wittenberger Konsistorium und übernahm 1752 die Professur der Digesti veteris. Rivinus wurde in Wittenberg auch in organisatorische Aufgaben eingebunden. So hat er 1755 das Interimsordinat der juristischen Fakultät übernommen, war Interimsdirektor des Konsistoriums, zehn Mal Dekan der juristischen Fakultät und verwaltete in den Sommersemestern 1743, 1747, 1753 und 1759 das Rektorat der Hochschule.
Rivinus verstarb unverheiratet in Wittenberg, in den Abendstunden des 12. September 1761, wie dies der Eintrag im Wittenberger Totenbuch vom 13. September belegt. Sein Leichnam wurde in der Wittenberger Schlosskirche beigesetzt.

## Werkauswahl
Rivinus hat verbunden mit seiner Arbeit an der Leipziger und an der Wittenberger Universität sowie seiner Tätigkeit im sächsischen Staatsdienst eine reiche Fülle an Schriften hinterlassen So trat er 1733 in Leipzig auch als Herausgeber der Praelectiones iuris civilis secundum Institutiones et Digesta. Von Ulrichs Huber auf. Nachfolgend sind einige Schriften von ihm erfasst.
- Harmonia juris civilis cum naturali aequitate ostensa in doctrina de quaestionibus per tormenta. (Resp. Carolus Henricus Kirsten) Titius, Leipzig 1723. (Digitalisat)
- (Als Respondent) Disputatio juridica inavgvralis, de emtionis venditionis & alienationis natura ac differentia ad l. LXVII. D. de V.S. Water, Utrecht 1726. (Digitalisat)
- Paroemia iuris: qui non habet in aere, luat in copore.  (Resp. Erdmann Gottlieb Püchler) Titius, Leipzig 1728. (Digitalisat)
- Theses Ivris Controversi Secvndvm Ordinem Pandectarvm, In Vsvm Avditorvm In Collegio Dispvtatorio Privato. Schuster, Leipzig 1729. (Digitalisat)
- Diaputationem Juridicam de retentione ususfructus eiusque effectu. (Resp. Johann Gottfried Neumann) Breitkopf, Leipzig 1730. (Digitalisat)
- Dispvtationem Jvridicam De Manvali Administratorvm, von Rechnungs-Manual. (Resp. Johannes Gottfries Schwope) Breitkopf, Leipzig 1731.  (Digitalisat)
- Singularia M. Aurelii Antonini Philosophi Iurisprudentiae Capita. (Resp. Quirinus Gottfried Schacher) Langenhem, Leipzig 1732. (Digitalisat)
- Dissertatio Iuris Civilis De Muliere Quaestuaria. (Resp. Johann Ludwig Langguth) Langenhem, Leipzig 1733. (Digitalisat)
- Disputatio iuridica De poena periurii iuris ciuilis et patrii. (Resp. Christian Gottfried Reinhardt) Langenhem, Leipzig 1733. (Digitalisat)
- Disputatio iuridica De praediis quae vulgo Lass-Güther appellantur. (Resp. Christian Gottlob Rietschier) Breitkopf, Leipzig 1735. (Digitalisat)
- De Lege Visellia, occasione Tit. Cod. ad L. Viselliam, dissertatio iuridica. Leipzig 1736.
- Dispvtatio Ivridica De Bonis Principis Patrimonialibvs. (Resp. Christian Friedrich Schilling) Breitkopf, Leipzig 1737. (Digitalisat)
- Disputatio iuridica de aequali iure dominantis et servientis praedii si pascua non sufficiant. (Resp. Carl Friedrich Menser) Stopffel, Leipzig 1738. (Digitalisat)
- De finibus iuris naturalis atque civilis. Scheffler, Wittenberg 1740. (Digitalisat)
- De alimentis commodis, ad L. XVI. §. 1 D. de alim. et cib. leg. 4. Wittenberg 1741. (Digitalisat)
- Disputatio iuridica de eurematicis in materia possessionis et compossessionis. (Resp. Johannes Martin Penicke) Schlomach, Wittenberg 1743. (Digitalisat)
- Debitorem delicatum in contrario fiduciae iudicio ex mente ulpiani ad L. XXV. D. de pigner. act. (Resp. Ernst Martin Chladen) Eichsfeld, Wittenberg 1743. (Digitalisat)
- De verborum significatione atque usu distinctionis rerum Germanorum feudalium, allodialium et mobilium. (Resp. Friderich Gottlieb Wilisch) Schlomach, Wittenberg 1744. (Digitalisat)
- Progr. An colonua, qui fundum emit a domino, point rcpelli a vicino aut cognato venditoris, qui obtinuit retractum. Wittenberg 1744
- Progr. de poenis militum. Wittenberg 1744
- De testibus iurisiurandi religione arctatis a Constantino M. iisdem tamen iam ante huius tempora in foro Romano iurandi necessitati subiectis, enatas, meditationes. (Resp. Christian Gottlieb Reinhardt) Hillger, Halle 1744. (Digitalisat)
- Retractvm Legalem In Locatione Locvm Non Habere. (Resp. Magnus Gottfried Lichtwer) Eichsfeld, Wittenberg 1744. (Digitalisat)
- De remedio legis ulterioris Codicis de fideicommisis in concursu creditorum. (Resp. Christian August Conradi)  Schlomach, Wittenberg 1745. (Digitalisat)
- De immunitate forensium ab onere reficiendi aedificia ecclesiastica. (Resp. Wilhelm Friderich Kroeber) Schlomach, Wittenberg 1745. (Digitalisat)
- De iure faciei in foro civili. (Resp. Georg Friderich Kraus) Eichsfeld, Wittenberg 1745. (Digitalisat)
- Disputatio iuridica de onere parochi, conservandi aedificia parochialia. (Resp. Johannes Christian Cunz) Schlomach, Wittenberg 1746. (Digitalisat)
- Dissertatio inauguralis qua paradoxa circa actionem negatoriam. (Resp. Johannes Friderich Reinhardt) Scheffler, Wittenberg 1746- (Digitalisat)
- Progr. de brocardicis iuris. Wittenberg 1746
- Programma Num iura statutaria dubia vel obscura ex iure Romano declarari vel suppleri debeant? Wittenberg 1746. (Digitalisat)
- Progr. unde doctores iuris consultissimi vocentur? Wittenberg 1746
- Progr. ad L. II. §. 46 de O. I. singularia de Tuberone ICto continens. Wittenberg 1746
- Progr. Quis ordo in concursu iurium in decidendis casibus seu quaestonibus forensibus sit observandus, et quomodo una lex ex altera, praesertim municipalis, si dubia vel obscura, sit interpretanda? Wittenberg 1746
- Diss. de reí venditae et traditae solutione non facta víndicatione. (Resp. Wilhelm Heinrich Culand) Schlomach, Wittenberg 1747. (Digitalisat)
- Diss. de praerogativa creditorum cambialium prae chirographariis. (Resp. Johann Daniel Schulz) Schlomach, Wittenberg 1749. (Digitalisat)
- Diss. de effectu quasi interpellationis seu legalis et extra-iudícialis. (Resp.Salomon Friderich Reinhardt) Schlomach, Wittenberg 1750. (Digitalisat)
- Dissertatio iuridica de culpa levissima in pignore a creditore praestanda. (Resp. Burchard Gottlieb Pfoehl) Schlomach,  Wittenberg 1751. (Digitalisat)
- Disputatio de patre vel marito impensas in personas resve uxoris vel liberorum factas repetente. (Resp. Heinrich Caspar Nobbe) Schlomach, Wittenberg 1752. (Digitalisat)
- Florentini Ivrisprvdentiae Testamentariae Reliqvias In Institvtionibvs Imperatoris Ivstiniani Repertas Et Notis Illvstratas. (Resp. Christoph Gottlieb Thilo) Schlomach, Wittenberg 1752. (Digitalisat)
- Dissertatio Inavgvralis Ivridica De Benigna Jurisconsultorvm Interpretatione. (Resp. Franziscus Friderich Bellmann) Schlomach, Wittenberg 1752.(Digitalisat)
- Progr. sistens concordiam Paulli in L. XV de testib. et Ulpiani in L.'XX D. qui testam. fac. poss. Wittenberg 1752. (Digitalisat)
- Dissertatio Inauguralis Iuridica De Mandato Procuratoris Secreto. (Resp. Dieterich Heinrich Schellenberg) Schlomach, Wittenberg 1752. (Digitalisat)
- Systema Iurisprudentiae polemicae,  secundum ordinem Pandectarum, in usum Auditorum. Accedit eiusdem Oratio de Iurisprudentia compendiaria. Schlomach, Wittenberg 1753. (Digitalisat)
- Dissertatio Inavgvralis Ivridica De Principali Beneficio In Concedendis Privilegiis. (Resp. Adolph Struve) DEichsfeld, Wittenberg 1754. (Digitalisat)
- Dissertatio juridica de testamento parentum privilegiario slolenne prius conditum non infirmante. (Resp. Carolus-Fridericus Fleck) Schlomach, Wittenberg 1754. (Digitalisat)
- Progr. de dotibus praediorum et quid denotent. Wittenberg 1755
- Progr. ad solutionem matrimonii principis auctoritatem vel consistorii sententiam requiri. Wittenberg 1755
- Progr. de adulterio. Wittenberg 1755
- Dissertatio Ivridica De Ivdicio Peritorvm In Arte Optimo Litivm Dirimendarvm Ivris Remedio. (Resp. Johann Carl Tischer) Eichsfeld, Wittenberg 1755. (Digitalisat)
- Dispvtatio Inavgvralis Ivridica De Elogiis Criminvm. (Resp. Martin Gottlob Schlomach) Schlomach, Wittenberg 1755. (Digitalisat)
- Dissertatio ivridica de circitoribvs. (Resp. August Heinrich Heydenreich) Schlomach, Wittenberg 1755. (Digitalisat)
- Diss. de usucapíonis statu secundum ordinem chronologícum a XII Tabulis ad tempora Justiniani. Wittenberg 1756
- Progr. de induciis solutionum privatis. Wittenberg 1757
- De excessibus et delictis in templis commissis, dissertatio inauguralis. (Resp. Johann Carl Gebhard Reinhard) Schlomach, Wittenberg 1758. (Digitalisat)
- Progr. de delictis in coemeteriis commissis. Wittenberg 1758
- Progr. de auctoritate sacerdotum veteris Germaniae in iudiciis. Wittenberg 1758
- Diss. de senectute non honorata. (Resp. Ernst Christian Gottlieb Klügel) Schlomach, Wittenberg 1759. (Digitalisat)
- Progr. ad dictum, Solonis: Senescere se multa in dies addiscentem. Wittenberg 1759
- Progr. Testamenta hominum speculum esse vitae et morum cuiusque. Wittenberg 1759
- Progr. de diverso ritu legis Saxonicae et Francicae antiquae in contrahendis nuptiis. Wittenberg 1759
- Progr. de institutione heredis cum maledicto. (Resp.Heinrich Ludwig Bastineller) Eichsfeld, Wittenberg 1759.
- Progr. de studio senili. Wittenberg 1759
- Disputatio de privilegiis clericorum in sponte resignantem vel remotum non cadentibus. (Resp. Christian Gottlieb Hommrl) Schlomach, Wittenberg 1760. (Digitalisat)
- Dissertatio Iuridica De Figmento Fictionis Unitatis Personae Inter Patrem Et Filium. (Resp. Carolus Andreas Hoefer)  Eichsfeld, Wittenberg 1760. (Digitalisat)
- Diss. Observationes iuris ecclesiastici de cathedraticis,  inthronisticis, et emphanisticis. Wittenberg 1761
- Progr. de obligatione ad consequentias. Wittenberg 1761
- Diss. de successione coniugis una cum liberis ex statuto Zittaviensi. Wittenberg 1761